# Erythrococca polyandra
Erythrococca polyandra är en törelväxtart som först beskrevs av Ferdinand Albin Pax och Käthe Hoffmann, och fick sitt nu gällande namn av David Prain. Erythrococca polyandra ingår i släktet Erythrococca och familjen törelväxter. Inga underarter finns listade i Catalogue of Life.